# خورخي بارا
خورخي بارا (بالإسبانية: Jorge Parra)‏ هو لاعب كرة قدم مكسيكي، ولد في 14 مارس 1994. لعب مع نادي غوادالاخارا.